# Ataenius bolivari
Ataenius bolivari är en skalbaggsart som beskrevs av Zdzisława Stebnicka 2001. Ataenius bolivari ingår i släktet Ataenius och familjen Aphodiidae. Inga underarter finns listade.